# Ludvík Cupal
Ludvík Cupal (23. srpna 1915 Břeclav – 15. ledna 1943 Velehrad) byl československý voják a příslušník výsadkové operace Tin.

## Dětství a mládí
Narodil se v 23. srpna 1915 Břeclavi. Otec Josef byl strojním topičem u ČSD, matka Františka, rozená Homolová byla v domácnosti. Měl pět sourozenců.
Obecnou a měšťanskou školu absolvoval v Břeclavi. Vyučil se strojním zámečníkem a poté pracoval jako kotlář. V roce 1934 nastoupil základní vojenskou službu u 30. pěšího pluku ve Vysokém Mýtě a absolvoval poddůstojnickou školu. Službu ukončil v roce 1936 v hodnosti desátníka. V roce 1938 byl v rámci mobilizace znovu povolán do armády, nasazen byl v pevnostním pásmu na hranici s Kladskem. Po demobilizaci zůstal ve Veselí nad Moravou.

## V emigraci

### Francie
Protektorát opustil 18. června 1939. Přes Polsko se dostal do francouzského Lille, kde vstoupil do Cizinecké legie. Po zahájení války byl v Agde prezentován do československého zahraničního vojska. V řadách 2. pěšího pluku se účastnil bojů o Francii. Po jejím pádu byl 27. června 1940 evakuován do Velké Británie. V čs. vojsku byl v hodnosti četaře zařazen k pěšímu praporu.

### Velká Británie
Ve Velké Británii byl jako dobrovolník zařazen do výcviku pro plnění zvláštních úkolů. Od ledna 1941 do února 1942 absolvoval kurz útočného boje pořádaného ve Skotsku, sabotážní kurz a parakurz. Tyto kurzy ukončil v říjnu 1941 v hodnosti rotného. Dále pokračovel ve výcviku ve střelbě, jízdě na motorových vozidlech a vrhání bomb. V lednu 1942 byl společně s četařem J. Švarcem přemístěn do výcvikového střediska v Bellasis u Dorkingu, kde byl podroben dalšímu speciálnímu výcviku a zároveň výcviku udržovacímu v již dosažených schopnostech a znalostech.
V únoru 1942 převzal velení nad dvoučlennou skupinou Tin.

## Nasazení
Vysazen byl v noci z 29. na 30. dubna 1942 nedaleko vsi Padrť u Rožmitálu. Skupina se však při seskoku rozdělila a nenalezla výstroj. Při doskoku si zranil nohu a navíc si způsobil vážné vnitřní zranění, ze kterého už se nikdy plně nevyléčil. Poté, co byl nalezen Vojtěchem Lukaštíkem z Intransitive, přesunul se s ním na záchytnou adresu do Rokycan k penzionovanému železničáři Václavu Stehlíkovi, který zajistil ošetření u doktora Zdenko Čápa. Poté odjeli 1. května na Moravu. Ukrýval se na Slovácku. Spolu s Lukaštíkem se rozhodli realizovat sabotážní akce. Dne 18. září se pokusili o sabotáž železniční tratě mezi obcemi Polešovice a Nedakonice. Na základě výpovědi svého vlastního otce byl Cupal 15. ledna 1943 obklíčen gestapem ve svém úkrytu v cihelně u Velehradu, kde se zastřelil.
Jeho sestra Jana Cupalová a jeho bratr Michal byli zatčeni 1. února 1943 a o dvanáct dní později byli spolu s matkou Františkou vyslýcháni gestapem ve Vídni a nakonec obviněni z napomáhání nepříteli. Matka zemřela 19. února 1943 za nejasných okolností ve vazbě u vídeňského zemského soudu.

## Po válce
Dne 1. prosince byl in memoriam povýšen do hodnosti poručíka pěchoty.

## Vyznamenání
- 1940 –  Československý válečný kříž 1939
- 1942 –  druhý Československý válečný kříž 1939
- 1943 –  Pamětní medaile československé armády v zahraničí se štítky Francie a Velká Británie